# Fredrique Carlén
Fredrique Juliana Carlén (även Fredrika, Fredrica), född Hamilton den 17 maj 1823, död 27 april 1883, var en svensk sångare. Carlén invaldes som ledamot nr 367 av Kungliga Musikaliska Akademien den 19 december 1857.
Josef Palm skriver i sitt Musik-lexikon om Carlén "… en god sångmatrice med behaglig röst, betydande färdighet och god skola".
Fredrique Carlén var dotter till Adolph Ludvig Hamilton (1786–1844) och Christina von Hofsten (1788–1851) och gifte sig 1856 med löjtnanten Aron Victor Carlén (1818–1857).